# Antrenas
Antrenas – miejscowość i gmina we Francji, w regionie Oksytania, w departamencie Lozère. W 2013 roku populacja gminy wynosiła 343 mieszkańców. Przez teren gminy przepływa rzeka Piou. 